# Nicola Bellomo
Nicola Bellomo, italijanski general, * 1881, † 1945.